# MAN TGS

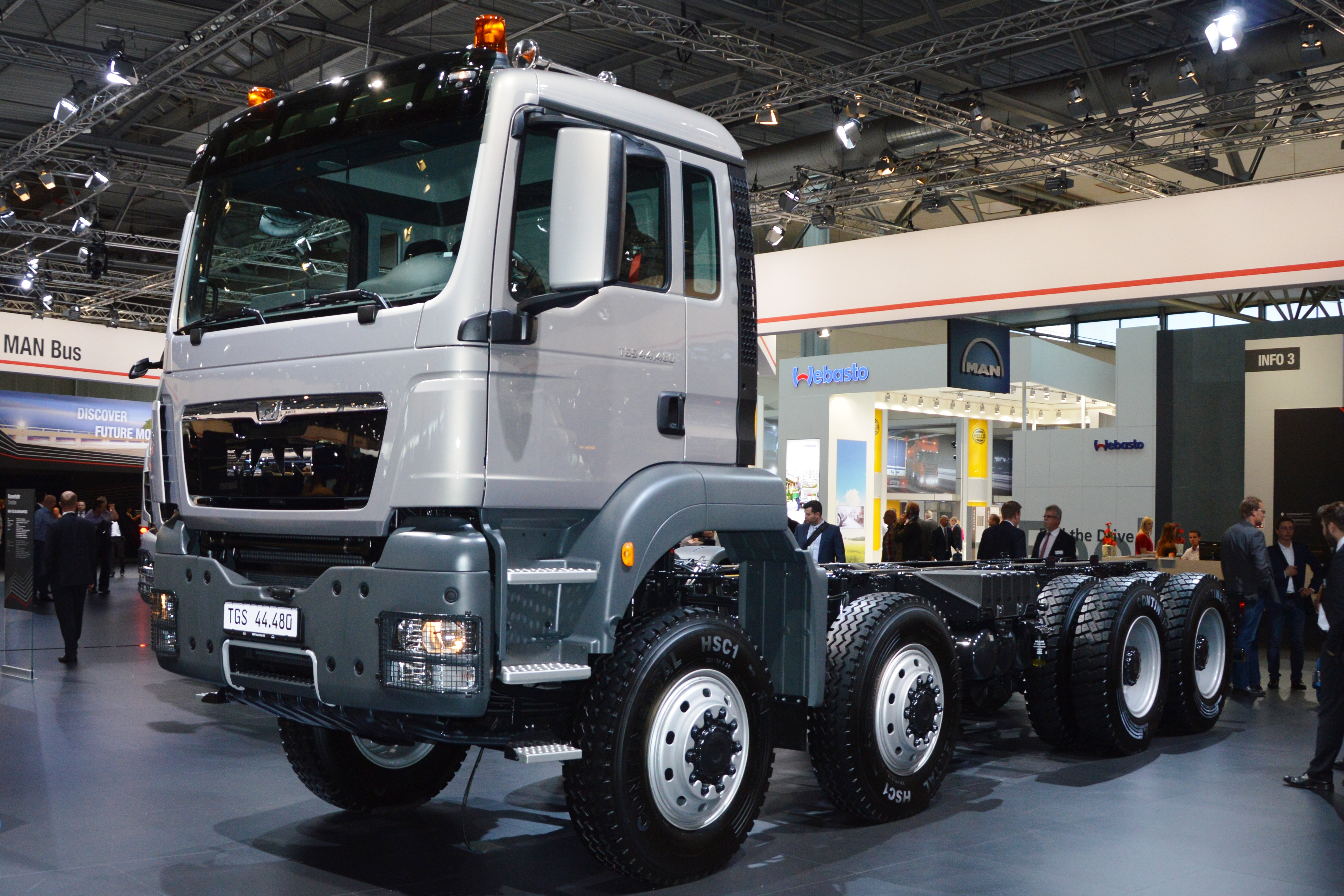
MAN TGS 44.480 tijdens de IAA 2014 in Hannover.

De MAN TGS is een vrachtwagentype van het merk MAN.
TGS is een licht type van MAN en richt zich vooral op het langeafstandverkeer en middelgrote werkzaamheden voor de bouw. Het model is leverbaar in drie type cabines van MAN. Het type heeft een laadvermogen van 18 tot 41 ton.
Het wist de prestigieuze titel Truck van het jaar te winnen in 2008.